# Националсоциалистическа германска работническа партия
Националсоциалистическата германска работническа партия (на немски: Nationalsozialistische Deutsche Arbeiterpartei, NSDAP) е крайнодясна политическа партия в Германия, активна през първата половина на 20 век и ръководена, през по-голяма част от съществуването ѝ, от Адолф Хитлер.
Идеологията, която партията следва, се основава на принципи като нацизъм, пангермански национализъм, расизъм, и особено антисемитизъм, антилиберализъм, антидемократизъм и антикомунизъм.
Идването на власт на нацистката партия през 1933 г. води до държавен преврат и установяване на правителство на Третия райх, което инициира и води до Втората световна война и Холокоста.
След поражението на Третия райх и края на Втората световна война в Европа, партията е „обявена за незаконна“ от съюзническите сили, които извършват денацификация в годините след края на войната.

## История

### Началото (1918 – 1923)

#### Германска работническа партия (ДАП)
Партията възниква от малки политически групи с националистическа ориентация, които се формират през последните години от Първата световна война. През 1918 г. е създаден съюз, наречен Freier Arbeiterausschuss für einen guten Frieden (Комисия за свободни работници за добър мир), създаден в Бремен, Германия. На 7 март 1918 г. Антон Дрекслер, запален германски националист, формира клон на този съюз в Мюнхен. Дрекслер е бил член на милитаристичната отечествена партия по време на Първата световна война и е категорично против примирието от ноември 1918 г. и последвалите революционни катаклизми. Дрекслер споделя възгледите на бойните националисти тогава, като например противопоставянето на Версайския договор, имайки антисемитски, антимонархистки и антимарксистки възгледи, както и вярвайки в превъзходството на германците, за които се твърди, че са част от арийската раса. Той обаче също така обвинява международния капитализъм, че е еврейско доминирано движение и предразполага капиталистите за военна печалба през Първата световна война. Дрекслер вижда политическото насилие и нестабилността в Германия като резултат от това, че Ваймарската република не се докосва до масите, особено в долните класи. Дрекслер подчертава необходимостта от синтез на волкиския национализъм с форма на икономически социализъм, за да се създаде популярно националистично ориентирано работническо движение, което би могло да оспори възхода на комунизма и международната политика. Това са всички известни теми, популярни сред различните военизирани групи.
Дрекслерското движение получава внимание и подкрепа от някои влиятелни фигури. Поддръжник е Дитрих Екарт, доказан журналист, граф Феликс Граф фон Ботмер, виден поддръжник на понятието „национален социализъм“. По-късно през 1918 г. Карл Харер (журналист и член на Thule Society) убеждава Дрекслер и няколко други да формират Politischer Arbeiterzirkel (Политически работнически кръг). Членовете се срещат периодично за дискусии с теми за национализма и расизма, насочени срещу евреите. През декември 1918 г. Дрекслер решава, че трябва да се формира нова политическа партия, основана на политическите принципи, които е одобрил, като съчетава своя клон на Работническия комитет за добър мир с Политическия работнически кръг.
На 5 януари 1919 г. Дрекслер създава нова политическа партия и предлага тя да бъде наречена Германска социалистическа работническа партия, но Харер се противопоставя на думата „социалистическа“. Така, че тази дума е премахната и партията е обявена за Германска работническа партия (Deutsche Arbeiterpartei, ДАП). За да облекчи безпокойството сред потенциалните привърженици на средната класа, Дрекслер разяснява, че за разлика от марксистите, партията подкрепя средната класа и че нейната социалистическа политика има за цел да осигури социално благосъстояние на германските граждани, считани за част от арийската раса. През 1920 г. партията събира пари, като продава тютюн, наречен „Антисемит“.
От самото начало ДАП се противопоставя на ненационалистическите политически движения, особено вляво, включително Социалдемократическата партия на Германия (СДПГ) и Комунистическата партия на Германия (КПГ). Членовете на ДАП се обявяват за борба срещу „болшевизма“ и всеки, който се смята за част или помощник на така нареченото „международно еврейство“. ДАП също така се противопоставя на Версайския договор. ДАП не се опитва да бъде публично оповестена, а срещите се пазят в тайна, като обществените говорители обсъждат какво мислят за сегашното положение на Германия или пишат за подобни общества в Северна Германия.
ДАП е сравнително малка група с по-малко от 60 членове. Въпреки това, привлича вниманието на германските власти, които стават подозрителни към всяка организация, която изглежда да има подривни тенденции. През юли 1919 г., докато е в Мюнхенската армия, Адолф Хитлер е назначен за началник на отдел „Образование и пропаганда“ в Бавария. Хитлер е назначен да влияе на други войници и да ги привлече в ДАП. Докато присъства на заседание на партията на 12 септември 1919 г., Хитлер се забърква в разгорещен спор с професор Бауман, който поставя под въпрос стабилността на аргументите му срещу капитализма. Бауман предлага Бавария да се отдели от Прусия и да направи нова южногерманска нация с Австрия. Като атакува яростно аргументите на човека, Хитлер създава впечатление на останалите членове на партията с ораторските си умения. Според Хитлер, „професорът“ напуска залата, признавайки недвусмислено поражението си. Дрекслер го насърчава да се присъедини към ДАП. По нареждане на началниците на армията, Хитлер кандидатства за присъединяване към партията и в рамките на една седмица е приет като член на партията под номер 555 (партията започва да брои членствата от 500 нагоре, за да създаде впечатлението, че е много по-голяма партия). Сред по-ранните членове на партията са Ернст Рьом от Окръжното командване VII на армията, Дитрих Екарт, който е наречен духовен баща на националсоциализма, тогава – студент от университета в Мюнхен Рудолф Хес. Всички по-късно са изтъкнати личности в нацисткия режим.
По-късно Хитлер твърди, че е седмия член на партията (всъщност той е бил седмият изпълнителен член на централния комитет на партията). Антон Дрекслер изготвя писмо до Хитлер през 1940 г., което никога не е изпратено, и което противоречи на по-късните твърдения на Хитлер:
| „ | Никой не знае по-добре от теб самия, моя Фюрер, че никога не си бил седмият член на партията, но в най-добрия случай седмия член на комитета... И преди няколко години трябваше да се оплача в партиен офис, че правилната членска карта на ДАП, носеща подписите на Шуслер и мен, е фалшифицирана, като номер 555 е изтрит и номер 7 е вписан на негово място. | “ |

Първата реч на Хитлер се провежда в Хофбруклер на 16 октомври 1919 г. Той е вторият говорител за вечерта и говори пред 111 души. Първоначално Хитлер говори пред относително малки групи, но значителните му ораторски и пропагандни умения са оценени от партийното ръководство. С подкрепата на Антон Дрекслер, Хитлер става шеф на пропагандата на партията в началото на 1920 г. Хитлер започва да прави партията по-публична и организира най-голямата си реч пред 2000 души на 24 февруари 1920 г. в Staatliches Hofbräuhaus в Мюнхен. Такъв ход за публичността кара Карл Харер да подаде оставка от партията в знак на несъгласие. В това изказване, Хитлер излага 25-те точки от манифеста на Германската работническа партия, изготвени от Дрекслер, Фед и него. Чрез тези точки той дава на организацията много по-смела стратегия с ясна външна политика (отмяна на Версайския договор, Велика Германия, източно разширяване и изключване на евреите от гражданство), а сред неговите специфични въпроси са: конфискуване на военните печалби, премахването на непризнатите доходи, държавата да разпределя печалбите от земя. Като цяло манифестът е антисемитски, антикапиталистически, антидемократичен, антимарксистки и антилиберален. За да увеличи симпатиите на по-големи сегменти от населението, на същия ден от речта на Хитлер, на 24 февруари 1920 г., ДАП променя името си на Nationalsozialistische Deutsche Arbeiterpartei (Националсоциалистическа германска работническа партия или Нацистка партия, НСДАП). Думата „социалистическа“ е добавена от изпълнителния комитет на партията, въпреки възраженията на Хитлер, за да се помогне на левите работници.

#### Националсоциалистическа германска работническа партия (НСДАП)
През 1920 г. нацистката партия официално обявява, че само лица с „чист арийски произход“ могат да станат членове на партията, а ако някой има съпруг/а, той/тя трябва да бъде от „расово чисто“ арийско семейство. Членовете на партията не могат да бъдат пряко или косвено свързани с така наречените „неарийски“ родове. Нацистите забраняват сексуалните отношения и бракове между членовете на партията и евреите. Членовете на партията, признати за виновни за Rassenschande („расово омърсяване“), са тежко преследвани, като някои членове дори са осъдени на смърт.
Хитлер бързо се превръща в най-активния оратор на партията, който се явява публично като говорител 31 пъти в първата година. Тълпи започват да се събират, за да чуят речите му. Хитлер винаги говори за същите теми: Версайския договор и еврейския въпрос. Тази умишлена техника и ефективно популяризиране на партията допринася значително за ранния му успех. През следващите месеци партията продължава да привлича нови членове, като същевременно остава твърде малка, за да има реално влияние в германската политика. До края на годината, членовете на партията са 2000.
Талантът на Хитлер като оратор и способността му да привлича нови членове, съчетани с неговата характерна безмилост, скоро го превръщат в доминираща фигура. Въпреки това, докато Хитлер и Екарт са на пътуване за набиране на средства в Берлин през юни 1921 г., в Мюнхен избухва бунт. Членовете на неговия изпълнителен комитет искат да се слеят с конкурентната Германска социалистическа партия (ГСП). След завръщането си в Мюнхен на 11 юли, Хитлер яростно подава оставката си. Членовете на комитета разбират, че оставката му ще означава край на партията. Хитлер съобщава, че ще се присъедини при условие, че ще замени Дрекслер като председател на партията, и че партийните щабове ще останат в Мюнхен. Комитета се съгласява и той се присъединява към партията на 26 юли като член номер 3680. Хитлер продължава да се изправя пред опозиция в НСДАП, тъй като противниците му са изгонили Херман Есер от партията и са отпечатали 3000 копия от брошура, атакуваща Хитлер като предател на партията.
На специален партиен конгрес на 29 юли 1921 г. той заменя Дрекслер като председател на партията с гласуване от 533 гласа „За“ срещу 1 „против“. Комитета е разпуснат и Хитлер получава почти абсолютна власт като лидер на партията. Той ще заема поста до края на живота си. Хитлер скоро придобива титлата Фюрер („лидер“) и след поредица от остри вътрешни конфликти е прието, че партията ще бъде управлявана на Führerprinzip („лидерски принцип“). Съгласно този принцип, партията е със силно централизирана структура, която функционира строго отгоре, а Хитлер е на върха като абсолютен лидер на партията. Хитлер гледа на партията като революционна организация, чиято цел е свалянето на Ваймарската република, която той счита за контролирана от социалистите, евреите и „ноемврийските престъпници“, които са предали германските войници през 1918 г. СА (Щурмабтайлунг, на немски: Sturmabteilung) са основани като партийна милиция през 1921 г. и започват насилствени атаки срещу други партии.
За Хитлер двойните цели на партията винаги са германският националистически експанзионизъм и антисемитизъм. Тези две цели са разпалени в ума му от вярата му, че външните врагове на Германия – Великобритания, Франция и Съветския съюз – са контролирани от евреите и че бъдещите германски войни за национално разрастване непременно биха довели до война срещу евреите. За Хитлер и неговите лейтенанти винаги са били доминиращи национални и расови проблеми. Това е символизирано от приемането за партийна емблема на свастиката. В германските националистически кръгове, свастиката е символ на „арийската раса“ и символизира замяната на християнския кръст с вярност към националсоциалистическата държава.
Нацистката партия нараства значително през 1921 и 1922 г., отчасти чрез ораторските умения на Хитлер, отчасти чрез призива на СА към безработните млади мъже и отчасти поради реакцията срещу социалистическата и либералната политика в Бавария, тъй като икономическите проблеми на Германия се задълбочават и слабостта на режимът на Ваймар става очевиден. Партията набира войници от Първата световна война, на които Хитлер като ветеран от първа линия може да се хареса особено, както и малки бизнесмени и недоволни бивши членове на съперничещи си партии. Нацистките митинги често се провеждат в бирарии, където потиснатите мъже биха могли да получат безплатна бира. Хитлеровата младеж е създадена за децата на партийни членове. Партията също така формира групи в други части на Германия. Юлиус Щрайхер в Нюрнберг става редактор на расисткото списание Der Stürmer. През декември 1920 г. нацистката партия придобива вестника – Völkischer Beobachter, чийто главен идеолог Алфред Розенберг става редактор. Други, които се присъединяват към партията по това време, са Хайнрих Химлер и летящият ас от Първата световна война Херман Гьоринг.
На 31 октомври 1922 г. друга партия със сходни политики и цели поема управлението в Кралство Италия – Национална фашистка партия, под ръководството на харизматичния Бенито Мусолини. Фашистите, както и нацистите, насърчават националното възраждане на своята страна, като се противопоставят на комунизма и либерализма. Италианските фашисти използват римски поздрав и носят черни униформи. Хитлер е вдъхновен от Мусолини и фашистите, заимствайки от тях използването на поздрав като нацистки поздрав. Когато фашистите идват на власт през 1922 г. в Италия чрез опита си за преврат, наречен „Поход към Рим“, Хитлер започва да планира собствен преврат.
През януари 1923 г. Франция окупира индустриалния район в Рур, в резултат на неспособността на Германия да плаща своите репарации. Това води до икономически хаос, оставка на правителството и опит на Германската комунистическа партия да организира революция. Реакцията на тези събития е подем на националистическите настроения. Нацисткото партийно членство нараства рязко до около 20 000. До ноември Хитлер решава, че е време да се опита да се възползва от властта в Мюнхен, с надеждата, че Райхсвер (следвоенната германска войска) ще се бунтува срещу Берлинското правителство и ще се присъедини към неговия бунт. В това той е повлиян от бившия генерал Ерих Лудендорф, който става привърженик на нацистите, макар и да не е член на НСДАП.
В нощта на 8 ноември 1923 г., нацистите организират патриотичен събор в бирария в Мюнхен, за да започнат опит за пуч. Този така наречен опит за „Бирен пуч“ се проваля почти веднага, когато местните командири на Райхсвера отказват да го подкрепят. На сутринта на 9 ноември, нацистите организират поход на около 2000 поддръжници през Мюнхен в опит да съберат подкрепа. Войници откриват огън и 16 са убити. Хитлер, Лудендорф и редица други са арестувани и подложени на съд. През март 1924 г. Хитлер и неговите сътрудници получават много снизходителни присъди. Докато Хитлер е в затвора, той написва полуавтобиграфичния си политически манифест Mein Kampf („Моята борба“).
Нацистката партия е забранена на 9 ноември 1923 г. Въпреки това, с подкрепата на националистическия блок Völkisch-Sozialer, тя продължава да работи под името „Германска партия“ (Deutsche Partei или ДП) от 1924 до 1925 г. Нацистите не успяват да останат обединени в ДП, тъй като на север десните националистически структури на нацистите се вливат в новата Германска партия на свободата Völkisch, оставяйки северните леви нацистки членове, като Йозеф Гьобелс за поддръжници.

### Възход (1925 – 1933)
Адолф Хитлер е освободен от затвора на 20 декември 1924 г. На 16 февруари 1925 г. Хитлер убеждава баварските власти да вдигнат забраната на НСДАП и партията официално е възстановена на 26 февруари 1925 г., а Хитлер отново е неин несъмнен лидер. Новата нацистка партия вече не е паравоенна организация и се отказва от намерението си да вземе властта със сила. Във всеки случай, икономическата и политическата ситуация се стабилизират и екстремисткият подем от 1923 г. избледнява, така че няма никакви перспективи за по-нататъшни революционни настроения. Нацистката партия от 1925 г. е разделена на „Лидерски корпус“ (Korps der politischen Leiter), назначен от Хитлер и общото членство (Parteimitglieder). Партията и СА се държат отделно и се подчертава правният аспект на работата на партията. В знак за това, партията започва да приема жени. Членовете на СА и SS (основани през 1925 г. като охрана на Хитлер и известни първоначално като Schutzkommando) трябва да бъдат редовни членове на партията.
През 1920-те години на миналия век, нацистката партия се разширява извън баварската си централа. Католическа Бавария поддържа дясната си носталгия за католически монарх и Вестфалия, заедно с работническата класа „Червения Берлин“, винаги са най-слабите области на нацистите избирателно, дори през самия Трети райх. Районите с най-силна нацистка подкрепа са в селски протестантски области като Шлезвиг-Холщайн, Мекленбург, Померания и Източна Прусия. Депресираните райони на работническата класа, като например Тюрингия, също дават силен нацистки глас, докато работниците от Рур и Хамбург до голяма степен остават лоялни към социалдемократите, Комунистическата партия на Германия или Партия на католическия център. Нюрнберг остава крепост на нацистката партия и първият Нюрнбергски митинг се провежда там през 1927 г. Тези митинги скоро се превръщат в масивна демонстрация на нацистка паравоенна сила. Най-силният призив на нацистите е към по-ниските средни класове – фермери, държавни служители, учители и дребни бизнесмени, които най-много пострадват от инфлацията през 1920-те години на 20 век, които се страхуват повече от болшевизма. Малкият бизнес клас е възприемчив към антисемитизма на Хитлер, тъй като обвиняват еврейския голям бизнес за неговите икономически проблеми. Студентите от университета, разочаровани от това, че са били твърде млади, за да участват във войната през 1914 – 1918 г. и привлечени от радикалната нацистка реторика, също стават силен нацистки електорат. До 1929 г. партията има 130 000 членове.
Заместник-ръководител на партията е Рудолф Хес, но в партията той няма истинска власт. До началото на 1930-те години старшите лидери на партията след Хитлер са Хайнрих Химлер, Йозеф Гьобелс и Херман Гьоринг. Под ръководството на Корпуса са регионалните лидери на партията. Само СА има известна автономия. Съставени предимно от безработни работници, много от мъжете от групата са взели насериозно социалистическата реторика на нацистите. По това време, поздравът на Хитлер (заимстван от италианските фашисти) и поздравът „Хайл Хитлер!“ са приети в цялата страна.
Нацистите оспорват изборите за националния парламент (Райхстага) и за държавния законодател (Ландтаг) от 1924 г., макар и отначало с малък успех. „Движението за национална-социалистическа свобода“ взима 3% от гласовете в изборите през декември 1924 г. в Райхстага и намалява до 2,6% през 1928 г. Държавните избори постигат подобни резултати. Въпреки тези лоши резултати, и въпреки относителната политическа стабилност и просперитет на Германия през 1920-те години, нацистката партия продължава да расте. Това се дължи отчасти на факта, че Хитлер, който няма никакви административни способности, оставя партийната организация на ръководителя на секретариата Филип Бухлер, ковчежника Франц Хавевер Шварц и бизнес мениджъра Макс Аман. Партията има способна пропагандна сила в Грегор Щрасер, който през януари 1928 г. е обявен за национален организационен лидер. Тези мъже дават на партията ефективни назначения и организационни структури. Партията също така дължи своя ръст на постепенното избледняване на конкурентни националистически групи, като Германската национална народна партия (ГННП). Тъй като Хитлер става признат водач на германските националисти, други групи отпадат или се поглъщат.
Въпреки тези силни страни, нацистката партия може би никога нямаше да дойде на власт, ако не е Голямата депресия и нейните последици за Германия. До 1930 г. германската икономика е затрупана с масова безработица и широко разпространени бизнес провали. Социалдемократите и комунистите са горчиво разделени и не успяват да формулират ефективно решение: това дава възможност на нацистите и посланието на Хитлер, обвинявайки за кризата еврейските финансисти и болшевиките. На изборите за Райхстага през септември 1930 г. нацистите печелят 18,3% от гласовете и стават втората по големина партия в Райхстага след социалдемократите. Хитлер се оказва много ефективен агитатор, пионер в използването на радио и самолети за тази цел. Уволнението му на Щрасер и назначаването на Гьобелс като шеф на пропагандата на партията, са основни фактори. Докато Щрасер използва позицията си, за да популяризира собствената си версия на националния социализъм, Гьобелс е напълно лоялен към Хитлер и работи само за подобряване на имиджа му.
Изборите от 1930 г. променят германския политически пейзаж чрез отслабване на традиционните националистически партии, ГННП и ДНП, оставяйки нацистите като главна алтернатива на дискредитираните социалдемократи и центристи, чийто лидер Хайнрих Брюнинг оглавява слабо малцинствено правителство. Неспособността на демократичните партии да образуват единен фронт, самоопределената изолация на комунистите и продължаващия упадък на икономиката, са бонус за Хитлер. Сега той се възприема като фактически лидер на опозицията, а даренията се изсипват в касите на нацистката партия. Някои големи бизнесмени, като Фриц Тисен са нацистки поддръжници и даряват щедро, както някои фигури от Уолстрийт, но много други бизнесмени са подозрителни към крайните националистически тенденции на нацистите и предпочитат да подкрепят традиционните консервативни партии.
През 1931 г. и през 1932 г. политическата криза в Германия се задълбочава. През март 1932 г. Хитлер се кандидатира срещу президента Паул фон Хинденбург, като в първия тур печели 30,1%, а на втория – 36,8% срещу 49% и 53% за Хинденбург. Дотогава СА има 400 000 членове и често провокират улични битки със СДП и комунистическите паравоенни части (които също се бият). Парадоксално, въпреки че нацистите са сред основните подбудители на тези сблъсъци, част от призива на Хитлер към деморализираната средна класа е обещанието му да възстанови закона и реда. Ясен антисемитизъм се отразява в официалната нацистка реторика. Германците гласуват за Хитлер, главно заради обещанията си да съживи икономиката (с неуточнени средства), да възстанови германското величие, да отхвърли Версайския договор и да спаси Германия от комунизма. На 24 април 1932 г. изборите в Прусия за Ландтаг носят до 36,3% от гласовете и 162 места за НСДАП.
На 20 юли 1932 г. пруското правителство е свалено от преврат, а няколко дни по-късно на изборите за Райхстага през юли 1932 г. нацистите правят още един скок напред, като взимат 37,4% и се превръщат в най-голямата партия в парламента с голяма разлика. Освен това нацистите и комунистите взимат 52% от гласовете и мнозинството от местата. Тъй като и двете партии се противопоставят на установената политическа система и не биха се присъединили или подкрепили една друга, това прави невъзможно формирането на правителство с мнозинство. Съгласно директивите на Коминтерна, комунистите поддържат своята политика на третиране на социалдемократите като основен враг, наричайки ги „социални фашисти“, като по този начин разцепват опозицията срещу нацистите. По-късно и социалдемократите, и комунистите, се обвиняват взаимно, че са улеснили Хитлер да се издигне на власт чрез нежеланието си да направят компромис.
Канцлерът Франц фон Папен извиква през ноември нови избори за Райхстага, надявайки се да намери изход от тази безизходица. Резултатът от изборите е същият, като нацистите и комунистите печелят 50% от гласовете между тях и повече от половината места, което прави този Райхстаг не по-работоспособен от своя предшественик. Подкрепата за нацистите обаче намалява до 33,1%, което предполага, че нацистката вълна е загубила своя подем – вероятно защото най-лошото от депресията е преминало, вероятно защото някои гласоподаватели подкрепят Хитлер през юли като протест, но сега се отдръпват от перспективата да го издигнат на власт. Нацистите интерпретират резултата като предупреждение, че трябва да се възползват от властта, преди мигът им да мине. Ако другите партии се обединят, това може да бъде предотвратено, но тяхната краткотрайност прави невъзможен единен фронт. Папен, неговият наследник Курт фон Шлейхер и националният пресмагнат Алфред Хюгенберг, прекарват през декември и януари в политически интриги, които в крайна сметка убеждават президента Хинденбург, че е безопасно да назначи Хитлер за канцлер на Райха, ръководен от кабинет, включващ само малцинство нацистки министри – което се случва на 30 януари 1933 г.

### Консолидация (1933)
В „Моята борба“, Хитлер директно атакува както леви, така и десни политики в Германия. Повечето учени обаче, определят нацизма на практика като крайнодясна форма на политика. Когато е попитан в интервю през 1934 г. дали нацистите са „буржоазни десни“, както твърдят противниците им, Хитлер отговаря, че нацизмът не е бил изключително за никоя класа и посочва, че не предпочита нито левия, нито десния, но запазва „чистите“ елементи от двата „лагера“, като посочва: „От лагера на буржоазната традиция се изисква национална решителност, а от материализма на марксистката догма, живия и творчески социализъм“.
Гласовете, които нацистите получават на изборите през 1932 г., установяват нацистката партия като най-голямата парламентарна фракция на правителството на Ваймарската република. Хитлер е назначен за канцлер на Германия на 30 януари 1933 г.
Пожарът на Райхстага на 27 февруари 1933 г. дава на Хитлер претекст за потискане на политическите му опоненти. На следващия ден, той убеждава президента на Хинденбург да издаде постановлението за пожар в Райхстага, което слага край на повечето граждански свободи. НСДАП печели парламентарните избори на 5 март 1933 г. с 43,9% от гласовете, но не успява да спечели абсолютно мнозинство. След изборите, стотици хиляди нови членове се присъединяват към партията по опортюнистични причини, повечето от които са държавни служители и работници. Те са наречени „жертвите на март“ или „March violets“.
На 23 март парламентът приема Закона за упълномощаване от 1933 г., който дава на кабинета правото да приема закони без съгласието на парламента. Всъщност това дава на Хитлер диктаторски сили. Вече притежаващи почти абсолютна власт, нацистите създават тоталитарен режим, тъй като премахват синдикатите и другите политически партии и затварят своите политически опоненти, най-напред в импровизирани лагери, после в концентрационни лагери. Нацистка Германия е установена, но Райхсверът остава безпристрастен. Нацистката власт над Германия остава виртуална, а не абсолютна.

### След идването на власт: преплитане на партия и държава (1933 – 1938)
През юни и юли 1933 г. всички други партии са забранени или ликвидирани, а впоследствие Законът против създаване на нови партии от 14 юли 1933 г. законно установява монопола на нацистката партия. На 1 декември 1933 г. влиза в сила Законът за осигуряване на единството на партията и държавата, който е основа за прогресивно преплитане на партийни структури и държавни апарати. По силата на закон от 30 януари 1934 г. относно реорганизацията на Райха, провинциите губят своята държавност и са подложени на административно разделение на правителството на Райха (Gleichschaltung). Ефективно, те губят голяма част от своята власт.
По време на Нощта на дългите ножове от 30 юни до 2 юли 1934 г., Хитлер лишава от власт ръководството на СА – повечето от които принадлежат на фракцията на Strasserist в рамките на НСДАП – са убити. Той ги обвинява, че се готвят да организират държавен преврат, но се смята, че това е само предпоставка за оправдаване за потискането на някаква вътрешнопартийна опозиция. Прочистването е извършено от СС, подпомагани от звената на Гестапо и Райхсвер. Освен есесовските нацисти, те убиват и антинацистки консервативни фигури като бившия канцлер Курт фон Шлейхер. След това, СА продължава да съществува, но губи голяма част от своята важност, докато ролята на СС нараства значително. Преди това, само подорганизация на СА е създадена отделна организация на НСДАП през юли 1934 г.
След смъртта на президента Хинденбург на 2 август 1934 г., Хитлер обединява длъжностите на партиен лидер и държавен глава в едно, като приема титлата фюрер и райхсканцлер (Führer und Reichskanzler). Канцеларията на Фюрера, официална организация на нацистката партия, поема функциите на президентската служба (правителствена агенция), която още повече размива разликата между структурите на партията и държавата. СС все повече упражнява полицейски функции – развитие, което е официално документирано от сливането на Райхсфюрер-СС и началника на германската полиция на 17 юни 1936 г., тъй като позицията е на Хайнрих Химлер, който получава правомощията директно от Хитлер. Sicherheitsdienst (SD, официално „Службата за сигурност на Райхсфюрер-СС“), е създадена през 1931 г. като интерактивна инстанция, и се превръща в де факто разузнавателна агенция на Нацистка Германия.

### Поражение и закриване (1945)
Официално, Третият Райх продължава само 12 години. Първият инструмент за предаване е подписан от представители на Нацистка Германия в Реймс, Франция на 7 май 1945 г. Войната в Европа приключва. Поражението на Германия през Втората световна война бележи края на Нацистка Германия. Партията е официално закрита на 10 октомври 1945 г. от съюзническия Контролен съвет и започва денацификация, заедно с изправянето на големи военнопрестъпници пред Международния военен трибунал в Нюрнберг.
Между 1939 и 1945 г. ръководеният от нацистите тоталитарен режим, подпомаган от колаборационистки правителства и служители от окупираните страни, е причинил смъртта на най-малко 11 милиона души, включително 5,5 – 6 милиона евреи (представляващи две трети от еврейското население в Европа), и между 200 000 и 1 500 000 цигани. Общият брой включва убийството на близо 2 милиона нееврейски поляци, над 3 милиона съветски военнопленници, комунисти и други политически опоненти, хомосексуалисти, физически и умствено увредени хора.

## Избори

### НСДАП във Ваймарската република
| Избори                                                            | Гласове    | Гласове      | Гласове | Места     | Места | Забележка                                  |
| Избори                                                            | No.        | %            | +/–     | No.       | +/–   | Забележка                                  |
| ----------------------------------------------------------------- | ---------- | ------------ | ------- | --------- | ----- | ------------------------------------------ |
| май 1924 г. (като Националсоциалистическо свободно движение)      | 1 918 300  | 6.5 (No. 6)  |         | 32 / 472  |       | Хитлер е в затвора                         |
| декември 1924 г. (като Националсоциалистическо свободно движение) | 907 300    | 3.0 (No. 8)  | 3.5     | 14 / 493  | 18    | Хитлер е освободен от затвора              |
| май 1928 г.                                                       | 810 100    | 2.6 (No. 9)  | 0.4     | 12 / 491  | 2     |                                            |
| септември 1930 г.                                                 | 6 409 600  | 18.3 (No. 2) | 15.7    | 107 / 577 | 95    | След финансовата криза                     |
| юли 1932 г.                                                       | 13 745 000 | 37.3 (No. 1) | 19.0    | 230 / 608 | 123   | След кандидатурата на Хитлер за президент  |
| ноември 1932 г.                                                   | 11 737 000 | 33.1 (No. 1) | 4.2     | 196 / 584 | 34    |                                            |
| март 1933 г.                                                      | 17 277 180 | 43.9 (No. 1) | 10.8    | 288 / 647 | 92    | По време на мандата на Хитлер като канцлер |

#### По райони
| Избирателен район       | 5 март 1933 г. | 6 ноември 1932 г. | 31 юли 1932 г. | 14 септември 1930 г. |
| ----------------------- | -------------- | ----------------- | -------------- | -------------------- |
| Източна Прусия          | 56,5 %         | 39,7 %            | 47,1 %         | 22,5 %               |
| Померания               | 56,3 %         | 43,1 %            | 48,0 %         | 24,3 %               |
| Мекленбург              | 48,0 %         | 37,0 %            | 44,8 %         | 20,1 %               |
| Ополе                   | 43,2 %         | 26,8 %            | 29,2 %         | 9,5 %                |
| Бреслау                 | 50,2 %         | 40,4 %            | 43,5 %         | 24,2 %               |
| Лийгниц                 | 54,0 %         | 42,1 %            | 48,0 %         | 20,9 %               |
| Франкфурт на Одер       | 55,2 %         | 42,6 %            | 48,1 %         | 22,7 %               |
| Берлин                  | 31,3 %         | 22,5 %            | 24,6 %         | 12,8 %               |
| Потсдам I               | 44,4 %         | 34,1 %            | 38,2 %         | 18,8 %               |
| Потсдам II              | 38,2 %         | 29,1 %            | 33,0 %         | 16,7 %               |
| Лайпциг                 | 40,0 %         | 31,0 %            | 36,1 %         | 14,0 %               |
| Дрезден-Бауцен          | 43,6 %         | 34,0 %            | 39,3 %         | 16,1 %               |
| Кемниц-Цвикау           | 50,0 %         | 43,4 %            | 47,0 %         | 23,8 %               |
| Мерзебург               | 46,6 %         | 34,5 %            | 42,6 %         | 20,5 %               |
| Магдебург               | 47,3 %         | 39,0 %            | 43,8 %         | 19,5 %               |
| Източен Хановер         | 54,3 %         | 42,9 %            | 49,5 %         | 20,6 %               |
| Южен Хановер-Брауншвайг | 48,7 %         | 40,6 %            | 46,1 %         | 24,3 %               |
| Хамбург                 | 38,9 %         | 27,2 %            | 33,7 %         | 19,2 %               |
| Шлезвиг-Холщайн         | 53,2 %         | 45,7 %            | 51,0 %         | 27,0 %               |
| Везер-Емс               | 41,4 %         | 31,9 %            | 38,4 %         | 20,5 %               |
| Вестфалия-север         | 34,9 %         | 22,3 %            | 25,7 %         | 12,2 %               |
| Вестфалия-юг            | 33,8 %         | 24,8 %            | 27,2 %         | 13,9 %               |
| Дюселдорф-изток         | 37,4 %         | 27,0 %            | 31,6 %         | 17,0 %               |
| Дюселдорф-запад         | 35,2 %         | 24,2 %            | 27,0 %         | 16,8 %               |
| Кьолн-Аахен             | 30,1 %         | 17,4 %            | 20,2 %         | 14,5 %               |
| Кобленц-Триер           | 38,4 %         | 26,1 %            | 28,8 %         | 14,9 %               |
| Пфалц                   | 46,5 %         | 42,6 %            | 43,7 %         | 22,8 %               |
| Хесен-Дармщат           | 47,4 %         | 40,2 %            | 43,1 %         | 18,5 %               |
| Хесен-Насау             | 49,4 %         | 41,2 %            | 43,6 %         | 20,8 %               |
| Тюрингия                | 47,2 %         | 37,1 %            | 43,4 %         | 19,3 %               |
| Франкония               | 45,7 %         | 36,4 %            | 39,9 %         | 20,5 %               |
| Долна Бавария           | 39,2 %         | 18,5 %            | 20,4 %         | 12,0 %               |
| Горна Бавария-Швабия    | 40,9 %         | 24,6 %            | 27,1 %         | 16,3 %               |
| Вюртемберг              | 42,0 %         | 26,2 %            | 30,3 %         | 9,4 %                |
| Баден                   | 45,4 %         | 34,1 %            | 36,9 %         | 19,2 %               |
| Райхстаг                | 43,9 %         | 33,1 %            | 37,4 %         | 18,3 %               |

### НСДАП в Нацистка Германия
| Избори          | Гласове    | %     | Места     |
| --------------- | ---------- | ----- | --------- |
| ноември 1933 г. | 39 655 224 | 92.11 | 661 / 661 |
| 1936 г.         | 44 462 458 | 98.80 | 741 / 741 |
| 1938 г.         | 44 451 092 | 99.01 | 813 / 813 |

## Политическа програма
Програмата за управление на Германската работническа партия, възприета постфактум за такава и на НСДАП е кратка, ясна и радикална формулировка на фундаменталните постановки на националсоциалистическия мироглед.
За Адолф Хитлер тези точки са фундаментални и не подлежат на промяна. Те са потвърдени и утвърдени наново след вътрешнопартийната конфронтация с привържениците на Грегор Щрасер през 1926 г. в Бамберг и остават неизменна партийна програма до края на Третия Райх (според някои изследователи обаче рядко партийна практика).
25-те точки са съставени от Антон Дрекслер, Готфрид Федер и Адолф Хитлер през февруари 1920 г.

## Организационна структура
Националсоциалистическата германска работническа партия се основава на териториален принцип и е силно изразена йерархична структура. Председателя на партията има абсолютна власт и неограничени пълномощия. Нейни председатели са били – Карл Харер (1919), Антон Дрекслер (1919 – 1921) и Адолф Хитлер (1921 – 1945).

### Топ лидерство
На върха на нацистката партия е председателят на партията („Der Führer“), който притежава абсолютната власт и пълна команда над партията. Всички останали партийни длъжности са подчинени на неговата позиция и зависят от инструкциите му. През 1934 г. Хитлер основава отделен орган за председателя, съветници на Фюрера, със свои собствени подразделения.
Там се нарежда на първо място „Заместник-председател на Фюрера“, начело с Рудолф Хес от 21 април 1933 г. до 10 май 1941 г., а след това „партийна канцелария“ (Parteikanzlei), начело с Мартин Борман.

### Райхслейтер
Пряко подчинени на Фюрера са Райхслейтер („лидер (и) на Райха“), чийто брой постепенно нараства до 18. Те имат власт и влияние, сравними с министрите на Райха в кабинета на Хитлер. Осемнадесетият Райхслейтер формира „Райхското лидерство на нацистката партия“ (Reichsleitung der NSDAP).

### Политически лидерски корпус
Политическите лидерски корпуси на нацистката партия са тези, които най-често се свързват като „нацисти“ в стереотипния смисъл на думата, тъй като тези хора носят кафяви паравоенни нацистки униформи, налагат нацистката доктрина в съответствие с инструкциите на нацистката партия.
В корпуса на политическото ръководство са обхванати огромен брой паравоенни формирования.
До самия край на своето съществуване нацистката партия твърди, че зачита традиционното правителство на Германия. За тази цел местните и държавните правителства са допуснати да съществуват едновременно с регионалните нацистки лидери. В действителност, до 1936 г. местните власти губят почти цялата власт на своите нацистки колеги или са контролирани от лица, които държат както правителствени, така и нацистки титли. Това води до продължаващото съществуване на германски заглавия като Bürgermeister, както и до съществуването на германските държавни законодателства, но без никаква реална власт.

### Обикновени членове
Общото членство на нацистка партия е известно с титлата Parteimitglieder. Този общ термин се прилага към всеки член на партията, който в противен случай не е имал политическа лидерска позиция. Преведено просто като „партиен член“, Parteimitglieder би могъл (и е) да заема позиции в други нацистки групи като СС. Членовете на нацистката партия, които не заемат ръководни длъжности, нямат определена униформа. Такива хора често носят униформи от други нацистки групи, униформи на германските правителствени агенции и могат да служат и в германските въоръжени сили.

### Паравоенни групи
В допълнение към нацистката партия, съществуват няколко паравоенни групи, които „поддържат“ нацистките цели. Всички членове на тези паравоенни организации са задължени първо да станат редовни членове на нацистка партия и след това да се включат в избраната от тях група. Изключение е „Вафен-СС“, смятан за военно оръжие на СС и нацистката партия, които по време на Втората световна война позволяват на членовете да се запишат без да се присъединят към нацистката партия. Чуждестранните доброволци от Вафен-СС също не са задължени да бъдат членове на нацистката партия, макар че много от тях се присъединяват към местните националистически групи от собствените си страни със същите цели. Полицейските служители, включително членовете на Гестапо, често заемат ранг в SS по административни причини (известен като „ранг паритет“) и също не са задължени да бъдат членове на нацистката партия.
Огромна система от паравоенни нацистки партии се развива за всяка една от различните паравоенни групи.
Основните паравоенни групи на нацистката партия са:
- Schutzstaffel (СС: „Защитен ескадрон“
- Sturmabteilung (СА): „Щурмува дивизия“
- Nationalsozialistisches Fliegerkorps (NSFK): „Националсоциалистически летателен корпус“
- Nationalsozialistisches Kraftfahrerkorps (NSKK): „Националсоциалистически моторизиран корпус“
- Хитлерюгенд е паравоенна група, разделена на възрастен лидерски корпус и общо членство, отворено за момчета на възраст от 14 до 18 години. Лигата на германските момичета е равностойна група за момичета.

## Членство

### Общо членство
Общото членство в нацистката партия се състои главно от градските и селските долни средни класове. 7% принадлежат към горната класа, 7% са селяни, 35% са индустриални работници и 51% са това, което може да се определи като средна класа. В началото на 1933 г., точно преди назначаването на Адолф Хитлер за канцлер, партията дава недостатъчно представителство на „работниците“, които съставляват 29,7% от членството, и 46,3% от германското общество. Тези членове са свързани с местни клонове на партията, които през 1928 г. са 1378 в цялата страна. През 1932 г. броят им нараства до 11 845, което отразява ръста на партията през този период.
Когато идва на власт през 1933 г., нацистката партия има над 2 милиона членове. През 1939 г. броят на членовете нараства до 5,3 милиона, като 81% са мъже и 19% са жени. Тя продължава да привлича много хора и до 1945 г. партията достига своя връх от 8 милиона, като 63% са мъже и 37% са жени (около 10% от населението на Германия от 80 милиона).

### Военно членство
Нацистки членове с военни амбиции са насърчавани да се присъединят към Вафен-СС, но голям брой от тях се включват във Вермахта, а още повече са подготвени за служба след Втората световна война. Ранните регламенти изискват всички членове на Вермахта да бъдат неполитически обвързани и всеки нацистки член, присъединяващ се през 1930-те години на миналия век, трябва да излезе от нацистката партия.
Този регламент обаче скоро е отменен и има достатъчно доказателства, че пълните членове на нацистката партия служат във Вермахта, особено след избухването на Втората световна война.

### Студентско членство
През 1926 г. партията формира специално отделение за ангажиране на студентското население, известно като Националсоциалистическа германска студентска лига. Тя съществува до юли 1944 г.

### Женско членство
Националсоциалистическа женска лига е женската организация на партията и до 1938 г. тя има около 2 милиона членове.

### Членство извън Германия
Членовете на партията, които живеят извън Германия, са обединени в Auslands-Organization (Чуждестранна организация). Организацията е ограничена само до така наречените „имперски германци“ и „етнически германци“ (Volksdeutsche), които нямат германско гражданство, нямат право да се присъединят.
По декрет № 16/1945 на Бенеш, в случай на граждани на Чехословакия, които членуват в нацистката партия се наказва с от 5 до 20 години лишаване от свобода.

## Символи
- Нацистки знамена: Нацистката партия използва правоъгълна свастика като символ, a червените и черни цветове се смятат за представляващи Blut und Boden („кръв и почва“). Друга дефиниция на флага описва цветовете като представляващи идеологията на националсоциализма, свастиката, представляваща арийската раса и арийската националистическа програма на движението; бяло, представляващо арийската расова чистота; и червено, представляващо социалистическата програма на движението. Черно, бяло и червено всъщност са цветовете на старото знаме на Северногерманската конфедерация (измислено от Ото фон Бисмарк, базирано на черните и бели пруски цветове и червеното, използвано от северногерманските държави). През 1871 г. със създаването на Германската империя флагът на Северногерманската конфедерация става германски Райхфлагдж („флаг на Райха“). Черно, бяло и червено стават цветовете на националистите след Първата световна война във Ваймарската република.

Дизайнът на Parteiflagge, с централния шаблонен диск, служи като партийно знаме от 1920 г. Между 1933 г. (когато нацистката партия идва на власт) и 1935 г. той се използва като национално знаме (Nationalflagge) и мерхантфлаг (Handelsflagge), но взаимозаменяемо с черно-белия-червен хоризонтален трикольор. През 1935 г. червеникаво-червеният хоризонтален трикольор е премахнат (отново), а флагът с извънцентърната свастика и диск е въведен като национален флаг и остава такъв до 1945 г. Знамето с центрирания диск продължава да бъде използвано след 1935 г., но изключително като Parteiflagge, знамето на партията.
- Германски орел: Нацистката партия използва традиционния германски орел, стоящ на върха на свастика във венец от дъбови листа. Той е известен още като „железен орел“. Когато орелът гледа към лявото си рамо, той символизира нацистката партия и се нарича Parteiadler. За разлика от това, когато орелът гледа към дясното си рамо, той символизира страната (Райха) и следователно се нарича „Райхсадлер“. След като нацистката партия идва на власт в Германия, те заменят традиционната версия на германския орел с модифицирания символ на партията в цялата страна и всички нейни институции.

- Parteiflagge („партиен флаг“), използван в периода 1920 – 1945 г. както и за национален флаг между 1933 и 1935 г.
- Флаг с извънцентърна свастика и диск, което се използва за флаг на Германия след 1935 г., като никога не е ползван като партиен.
- Parteiadler дизайн, използван като партийна емблема
- Райхсадлер дизайн, представящ Германия
- 5-Райхсмарки монети преди (1936) и след добавянето на нацистката свастика (1938)

### Звания и отличия през 1939 г.
Най-ниската степен на партията на всички нива е степента на кандидата (на немски: Anwärter), най-високия ранг зависи от мястото на връчването страна функционер, зависи от един и същи цвят и разделите край:
- Местни организации (Ortsgruppenleitung)
- Окръжни управления (Kreisleitung)
- Областни управления (Gauleitung)
- Имперско управление (Reichsleitung)

## Обръщение
Като обръщение към партийни членове често се използвали термините Volksgenosse (букв. „народен другар“) и Parteigenosse (букв. „партиен другар“).